# Transmission Voie-Machine

TVM Blockabschnitts-Signal

Transmission Voie-Machine (TVM) ist ein französisches System zur Zugbeeinflussung und Führerstandssignalisierung, das Informationen (z. B. Geschwindigkeiten, Stromabnehmer heben bzw. senken) vom Gleis (französisch voie) zum Führerstand des Zuges überträgt.
Es wird auf den meisten Hochgeschwindigkeitsstrecken, auf denen der TGV sowie dessen Geschwisterzüge verkehren, verwendet. Neben den LGV in Frankreich sind dies auch die HSL 1 in Belgien und die High Speed 1 in Großbritannien.

## Geschichte
TVM wurde von CSEE Transport (Compagnie des Signaux et d’Entreprises Électriques) entwickelt.

## Funktionsweise

### Prinzip

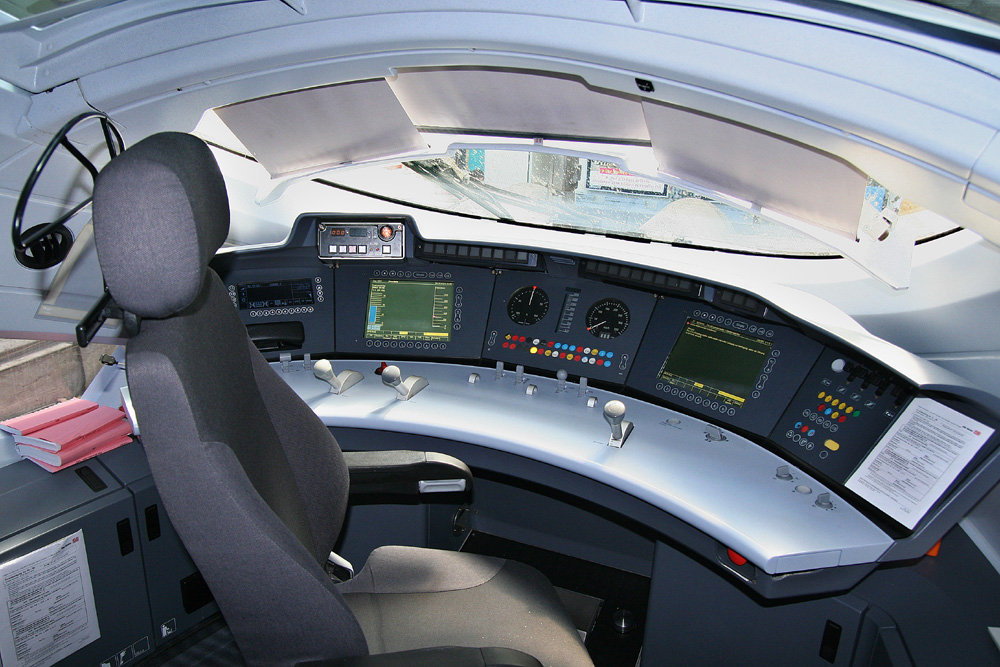
Ein ICE 3MF mit TVM-Führerstandssignalisierung

TVM basiert auf dem System der kodierten Gleisstromkreise. Am Ende eines Blockabschnitts wird am Signalstandpunkt entgegengesetzt zur Fahrtrichtung des Zuges eine treibende Wechselspannung in beide Schienen des Blockabschnittes eingespeist, die für die verwendeten Trägerfrequenzen elektrisch isoliert sind. Die Trägerfrequenzen von 1700, 2000, 2300 und 2600 Hz, je Gleis und Blockabschnitt unterschiedlich, werden mit 10,3 bis 29 Hz frequenzmoduliert. Zusätzlich werden mittels 10 m langer Schleifen im Gleis punktförmig Informationen übertragen, wie Stromabnehmer senken bzw. heben, Beginn bzw. Ende des Schnellfahrabschnittes. Über die Modulation lässt sich eine kontinuierliche Information an den Führerstand übertragen.

### TVM 300
Das System TVM 300 kann bis zu einer Höchstgeschwindigkeit von 300 km/h verwendet werden. Es wird z. B. auf den LGV Sud-Est und LGV Atlantique eingesetzt. In TVM-300 kommen 18 Unterfrequenzen zur Anwendung, von denen jeweils eine aktiv ist und kontinuierlich einen Begriff signalisiert. Von diesen 18 Unterfrequenzen werden derzeit nur 14 genutzt.

### TVM 430
Bei TVM-430 kommen 27 Unterfrequenzen zur Anwendung, die in jedweder Kombination zusammengestellt werden können. Bei TVM-430 entsteht so ein 27-Bit-Wort (je Frequenz an/aus), übertragen werden dabei Geschwindigkeit (300, 270, 230, 170, 80 und 0), die Länge des Blockabschnitts (maximal 1500 m), das Gefälle des Blocks (gemittelt über dessen Länge), ein Netzwerkcode (im Kanaltunnel ein anderer als im französischen Netz), sowie ein 6-Bit-CRC zur Fehlerprüfung. Das System TVM 430 ist eine Weiterentwicklung des Systems TVM 300. Es ermöglicht, Züge mit Geschwindigkeiten über 300 km/h zu überwachen. Es wird auf den LGV Nord, Rhône-Alpes, Méditerranée, Est européenne und LGV Rhin-Rhône, der HSL 1 sowie auf den KTX-Stecken in Südkorea eingesetzt. Neben den dort verkehrenden TGV und Eurostar sind auch die Hochgeschwindigkeitszüge Thalys sowie der neue ICE 3 (Baureihe 407) mit dem System TVM 430 ausgerüstet. Die Triebzüge ICE 3MF wurden mit der Verfügbarkeit der Baureihe 407 im Jahre 2016 auf ETCS umgerüstet, wobei die Ausrüstung für TVM entfernt wurde.
Da das belgische TBL2-System vor der Eröffnung der 1997 in Betrieb genommenen französisch-belgischen Hochgeschwindigkeitsstrecke HSL 1 als noch nicht ausgereift galt, wurde die Strecke auch im belgischen Abschnitt mit TVM 430 ausgerüstet.